# 芳賀ビラル海
芳賀 ビラル 海（はが ビラル かい、1996年11月22日 - ）は、日本の男性総合格闘家。愛知県豊橋市出身。MASTER JAPAN所属。現GRACHANライト級王者。

## 来歴
ＭASTER JAPAN TOKYO / 白門拳法会（中央大学学友会体育連盟拳法部OB会）所属。同チームの黒部三奈選手やSASUKE選手のアドバイスを受ける。鉄鋼系商社を退職後、FITNESS SHOP SUIDOBASHI / UNITEDGYM TOKYOで指導をしながらトレーニングを積んでいる。

## 人物
ガーナと日本のハーフ。豊橋市桜丘高等学校卒業 / 中央大学法学部卒業

## 戦績

### プロ総合格闘技
| 総合格闘技 戦績 | 総合格闘技 戦績 | 総合格闘技 戦績 | 総合格闘技 戦績 | 総合格闘技 戦績 | 総合格闘技 戦績 | 総合格闘技 戦績 |
| --------------- | --------------- | --------------- | --------------- | --------------- | --------------- | --------------- |
| 10 試合         | (T)KO           | 一本            | 判定            | その他          | 引き分け        | 無効試合        |
| 6 勝            | 0               | 1               | 5               | 0               | 0               | 0               |
| 4 敗            | 2               | 0               | 2               | 0               | 0               | 0               |

| 勝敗 | 対戦相手     | 試合結果           | 大会名                                       | 開催年月日     |
|      | 矢地祐介     | 試合前             | RIZIN.51                                     | 2025年9月28日  |
| ○    | 林RICE陽太   | 5分3R終了 判定3-0  | GRACHAN 74 【GRACHANライト級タイトルマッチ】 | 2025年5月31日  |
| ○    | ロクク・ダリ | 5分2R終了 判定3-0  | GRACHAN 73 BRAVE FIGHT 35                    | 2025年3月2日   |
| ○    | 藤村健吾     | 1R 4:05 キーロック | GRACHAN 69                                   | 2024年5月26日  |
| ○    | 岸本篤志     | 5分2R終了 判定3-0  | GRACHAN 68                                   | 2024年3月10日  |
| ○    | 能登貴志     | 5分2R終了 判定3-0  | GRACHAN 65 15TH ANNIVERSARY TOURNAMENT       | 2023年10月15日 |
| ○    | 山下晃一郎   | 5分2R終了 判定3-0  | GRACHAN 63                                   | 2023年8月6日   |
| ×    | 吉村天哉     | 1R 3:16 TKO        | PANCRASE 29TH NEOBLOOD TOURNAMENT 1ST ROUND  | 2023年3月4日   |
| ×    | 神谷大地     | 5分3R終了 判定1-2  | PANCRASE 28TH NEOBLOOD TOURNAMENT FINALS     | 2022年10月10日 |
| ×    | 西尾晋介     | 2R 3:20 KO         | PANCRASE 28TH NEOBLOOD TOURNAMENT 1ST ROUND  | 2022年5月22日  |
| ×    | 平山岳       | 5分3R終了 判定0-3  | LDH MARTIAL ARTS EXFIGHT 4                   | 2022年2月27日  |

### アマチュア総合格闘技
| 勝敗 | 対戦相手 | 試合結果          | 大会名                     | 開催年月日     |
| ○    | 高木翔太 | 5分2R終了 判定3-0 | LDH MARTIAL ARTS EXFIGHT 3 | 2021年12月19日 |
| ○    | 田村真人 | 1R 0:55 TKO       | LDH MARTIAL ARTS EXFIGHT 2 | 2021年10月30日 |

## 表彰
日本拳法
- 日本拳法全日本体重別選手権中量級準 優勝 (2017年)
- 日本拳法総合選手権大会 4位 (2018年)
- 日本拳法総合選手権大会 準優勝 (2019年)

## 獲得タイトル
アマチュア
- 第2回 アマチュアMMA全日本選手権：USENSTUDIOCOAST ウェルター級 優勝[1] (2021年)
- 「EXFIGHT02」MVP獲得 (2021年)

プロ
- 第5代GRACHANライト級王座獲得

## メディア出演
テレビ番組
- 『明鏡止水』[2] (2023年2月15日、NHK教育Ｅテレ)

### Web番組
- VS那須川天心 [3]（#8 AbemaTV格闘チャンネル、土曜21:00 - 21:30）